# Dicranomyia labecula
Dicranomyia labecula är en tvåvingeart som först beskrevs av Alexander 1942.  Dicranomyia labecula ingår i släktet Dicranomyia och familjen småharkrankar. Inga underarter finns listade i Catalogue of Life.